# 山岡りえ
山岡 りえ（やまおか りえ、1976年12月17日 - ）は、キリンプロ大阪オフィスに所属していた日本の女優。

## 出演

### テレビドラマ
- 連続テレビ小説 まんてん（NHK大阪放送局）

### 舞台
- This Is My Song
- ガパガポ
- White Moon
- セレナーデ
- 明日への扉〜夢にむかって〜（門真市民文化会館ルミエールホール 小ホール[1]、2006年） - 黒崎奈美子 役

### CM
- 京阪モール
- 大阪ガス
- カネテツデリカフーズ
- 日本マクドナルド
- アート引越センター

### ビデオパッケージ
- サンマークスだいにち（サンヨーホームズ）

## モデル活動

### スチール
- パチンコ必勝[注釈 1] わたしはこれでシリーズ[注釈 2]